# IBM WebSphere Application Server
IBM WebSphere Application Server（WAS）是由IBM遵照开放标准，例如Java EE、XML及Web Services，开发并发行的一种应用服务器。与其兼容的Web服务器包括Apache HTTP Server、Netscape Enterprise Server、微软Internet Information Services（IIS）以及IBM HTTP Server。

## WAS版本
IBM已经发布了多个版本的WAS。在第一个beta版本中，WAS被称为“Servlet快递”。

### 版本1
发布于1998年6月的WAS基本上是一个Java Servlet引擎。

### 版本2
IBM增加了对JavaBean，CORBA以及Linux的支持。分为标准版(SE)和高级版(AE)。

### 版本3
这个版本的WAS即兼容JDK 1.2也兼容并增强J2EE 1.0：支持OS/400(即i5/OS)和OS/390(即z/OS)。分为标准版(SE)，高级版(AE)和企业版(EE)。

### 版本4
这个版本通过了J2EE 1.2认证。分为高级版，高级单服务器版（不能参与群的配置），开发版以及企业版。其中，单服务器版使用的是一个基于XML的数据存储形式，而其余3个继承了版本3中基于数据库的配置模型。